# Ajax (personaje de Deadpool)
Francis "Fanny" Freeman (Ajax o Abyss Man) es un supervillano ficticio que apareció por primera vez en Deadpool # 14 (marzo de 1998) y fue creado por el escritor Joe Kelly y el artista Walter McDaniel.
Ed Skrein interpretó a Ajax en la película de 2016 Deadpool.

## Biografía
El hombre conocido sólo como Francis fue el ex ejecutor en el laboratorio del Dr. Killerbrew, conocido como el Taller, que forma parte del Hospicio de supersoldados fallidos en el Proyecto Arma X. Francis actuó como el músculo de Killebrew, reinando en los "lavados" del proyecto que fueron pasto para los experimentos sádicos de Killebrew cuando rompían las reglas. Esto incluyó a Wade Wilson, que más tarde sería conocido como el mercenario Deadpool.
Después de que Killebrew le extrajera los nervios para un mejor manejo del dolor, más tarde tendría una mayor fuerza y capacidad intuitiva, además de recibir implantes subcutáneos para tener supervelocidad y agilidad.
Después de interminables burlas de Wilson, Francis recibió el permiso de Killebrew para matarlo, que había orquestado eventos para que Wilson mate por compasión a uno de los otros reclusos, lo que era contra las reglas. Después de eliminar su corazón, factor curativo de Wilson se manifestó, regenerándole el mercenario un nuevo corazón, pero también le costó su cordura en el proceso. Tomando el nombre en clave de Deadpool, él persiguió y aparentemente asesinó a Francis.
Revelando haber sobrevivido, reapareció años después, con el nombre en clave de Ajax, donde persiguió y mató a muchos de los miembros sobrevivientes del proyecto Arma X con el fin de vengarse de Deadpool. Después de torturar a Killebrew en su casa de montaña en los Alpes para obtener la frecuencia del teletransportador de Wade, Ajax teletransportó a Wade al lado de un acantilado cercano y lo golpeó por la espalda, enviando a Deadpool a su supuesta muerte.
Ajax se encontró con el trío y procedió a golpear a Deadpool repetidamente a supervelocidad. Antes de que pudiera matar a Deadpool, sin embargo, Killebrew le roció con gasolina y encendió una bengala, destruyendo la protección de la cabeza y el cuello de Ajax. Para hacer esto, Killebrew fue destrozado a súper velocidad.
Una vez más poniéndose al día con Deadpool, Ajax fue víctima de una trampa tendida por su víctima, que resultó en la circuitería de su armadura siendo expuesta. Aprovechando esto, Deadpool logró que Ajax los hunda a ambos en un lago, cortocircuitando su armadura y dándole a Deadpool la oportunidad de romperle el cuello. Ajax "reapareció" años más tarde en una de las pesadillas de Deadpool, más específicamente en un televisor.
Blackheart libera a Ajax del infierno en un intento por evitar que Deadpool y Thanos se entrometan en su último complot para derrocar a Mephisto. Ajax, que ahora se hace llamar Abyss Man, localiza e intenta matar a la pareja, pero el dúo lo somete y lo convierte en una puerta de entrada al Infierno con la ayuda de Black Talon.

## Poderes y habilidades
Después de haber sido modificado por el doctor Killebrew, Francis tuvo fuerza mejorada y capacidad intuitiva. Después de recibir los implantes, tenía velocidad sobrehumana y agilidad. También se eliminaron sus nervios para aumentar dramáticamente su tolerancia al dolor.

## Cultura actual

### Cine
La versión de Francis de Ajax aparece en la película de 2016 Deadpool, llamado Francis Freeman e interpretado por Ed Skrein. Según el coescritor Rhett Reese, el personaje fue seleccionado para actuar como el villano de la película debido a su "calidad sádica y su impermeabilidad al dolor y lo que eso implicó sobre él" que "aterriza muy duro sobre Wade Wilson y crea el antagonismo divertido". En la película, Ajax trabaja en una instalación subterránea (en la que también fue paciente anteriormente) y tortura a Wade Wilson para sacar sus genes mutantes y venderlo como un súper esclavo. Él está molesto por la burla constante de Wade, especialmente cuando Wade descubre su verdadero nombre y afirma que recibió el nombre de Ajax de un producto de limpieza. Sus experimentos dieron como resultado la horrible mutación de Wade y la destrucción de la instalación en la que trabajaba. Wade (ahora conocido como "Deadpool") lo hiere en una autopista y se escapa cuando su enemigo es distraído por Coloso y Negasonic Teenage Warhead. Él y su compañera Angel Dust contraatacan secuestrando a la novia de Wade, Vanessa. Deadpool y los dos X-Men se enfrentan a Ajax y su equipo en un depósito de chatarra, donde Ajax pierde y Wade lo mata después de que revela que no puede arreglar la desfiguración de Wade.